# Herfølge BK
A Herfølge Boldklub egy dán labdarúgócsapat. Székhelye Køgeben van, jelenleg a hatodosztályban szerepelnek. A klub az 1999–2000-es szezonban megnyerte a dán bajnokságot. A klub 2009. július 1-jén egyesült a Køge BK csapatával, létrehozván ezzel a HB Køge csapatát.

## Sikerei
- Dán bajnokság

Bajnok: 1 alkalommal (1999–2000)

## Külső hivatkozások
- Hivatalos weboldal